# Passerina versicolor
Passerina versicolor là một loài chim trong họ Cardinalidae.